# Diocèse de Tacuarembó
Le diocèse de Tacuarembó (en latin : Dioecesis Tacuarembiana ; en espagnol : Diócesis de Tacuarembó) est un diocèse de l'Église catholique en Uruguay suffragant de l'archidiocèse de Montevideo.

## Territoire

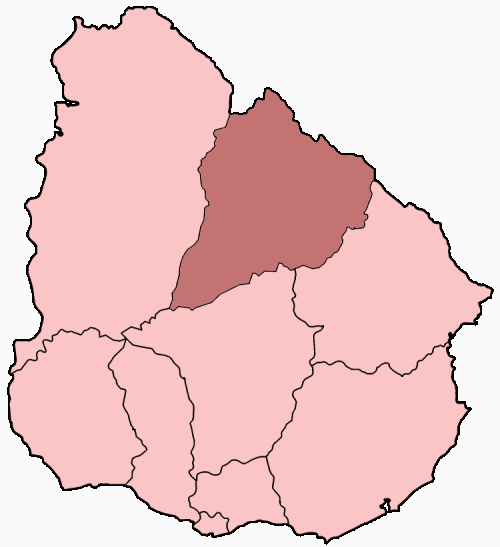
Diocèse de Tacuarembó

Il comprend les départements de Tacuarembó et Rivera avec un territoire d'une superficie de 24 804 km divisé en 16 paroisses. Le siège épiscopal est dans la ville de Tacuarembó où se trouve la 
cathédrale saint Fructueux (es).

## Histoire
Le diocèse est érigé le 22 octobre 1960 par la constitution apostolique Quod impiger du pape Jean XXIII en prenant sur le territoire du diocèse de Florida.
Par la lettre apostolique Quamquam adversa du 15 novembre 1974, le pape Paul VI confirme que la Vierge Marie honorée sous le vocable du saint Nom est la patronne principale du diocèse.

## Évêques
- Carlos Parteli Keller (3 novembre 1960 - 26 février 1966) nommé archevêque coadjuteur de Montevideo
- Miguel Balaguer (26 février 1966 - 28 janvier 1983)
- Daniel Gil Zorrilla, S.I (28 janvier 1983 - 8 mars 1989) nommé évêque de Salto
- Julio César Bonino Bonino (20 décembre 1989 - 8 août 2017)
- Pedro Ignacio Wolcan Olano depuis le 19 juin 2018